# Nervijuncta pulchella
Nervijuncta pulchella är en tvåvingeart som beskrevs av Edwards 1927. Nervijuncta pulchella ingår i släktet Nervijuncta och familjen hårvingsmyggor. Inga underarter finns listade i Catalogue of Life.